# 分錄

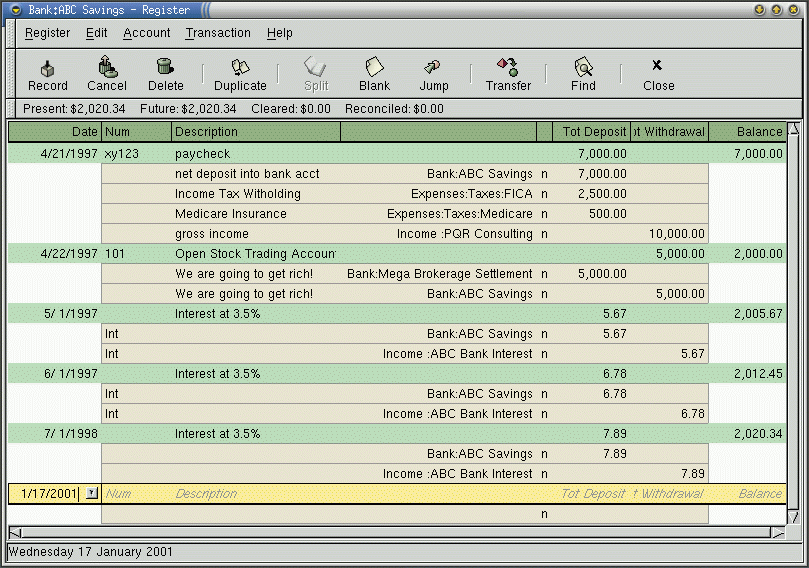
會計軟體GnuCash

分錄（英語：Entry）是指會計中的一項程序，是將原始憑證（收據或發票）編製記帳憑證（指傳票），再登錄到會計日誌（日記簿，又稱序時帳簿、分錄簿和原始紀錄簿）中。分錄內容會分為借方或貸方，也會依記帳憑證決定其會計科目，借方的總金額需等於貸方的總金額，且金額的數目應每3位畫一撇，如2,000,000元等。

在會計軟體中，分錄一般會列在應付帳款的獨立模組中，會有自己的微細帳目，同時也會影響總分類帳。

## 分錄簡介
分錄在會計的處理流程裡通常為第一個流程，若有傳票制度則為第二個流程。分錄中常見的資料有：分錄編號、批号、種類（經常性或非經常性）、金額、名稱、回轉分錄（auto-reversing）、会计期间及說明。貨方的會計科目和金額會內縮。一般而言會計軟體對於說明文字的長度有嚴格的限制，最長30字的限制是很常見的。因此特殊交易的分錄資料可以一行顯示完成。在紀錄分錄時，一個會計科目只能出現一次，且在交易分錄裡，同屬性的會計科目應合併計算。例如：水費、電費、瓦斯費應合併為水電瓦斯費計算。

## 分錄種類
1.簡單分錄(單項式分錄)：指借方和貸方使用的會計科目皆只有1個的分錄。
2.複合分錄(多項式分錄)：指借方和貸方有多個會計科目。
3.現金分錄：交易完全以現金作為收付。
4.轉帳分錄：交易完全不涉及現金作為收付。
5.混合分錄：部份以現金作收付，部分非以現金作收付。
6.開業分錄：業主剛開始營業的第一筆交易。
7.一般分錄：企業一般日常交易之分錄，交易之分錄過到日記簿。
8.更正分錄：在過帳後發現錯誤而須作更正之分錄。
9.調整分錄：期末對平時會計事項加以補充或修正之分錄。
10.結帳分錄：年底結帳時將調整後之本期收益及費損之帳戶結轉至本期損益帳戶的分錄。
11.回轉分錄；期初開帳時，將上期期末部份調整分錄予以迴轉之分錄。

## 交易相關分錄

### 交易日分錄
1. 用品盤存在交易日的分錄：
權責發生基礎(記實轉虛法)：借方：用品盤存、貸方：現金
聯合基礎(記虛轉實法)：借方：文具用品、貸方：現金
2. 預收收益在交易日的分錄：
權責發生基礎(記實轉虛法)：借方：現金、貸方：預收收益(會計科目)
聯合基礎(記虛轉實法)：借方：現金、貸方：收益(會計科目)
3. 進貨在交易日的分錄：
現金支付進貨費用分錄：借方：進貨、貸方：現金
先賒帳，之後再以現金付款分錄：借方：進貨、貸方：應付帳款
先賒帳，之後以票據支付分錄：借方：進貨、貸方：應付票據

- 其它會計科目如運輸設備、電腦設備等，皆只要將進貨改成對應的會計科目即可。[5]

### 期末調整分錄
以下為期末可能會出現的調整相關分錄：
1. 損益表法(又稱加提法)：根據收益、費損之配合原則，不考慮調整前備抵呆帳的餘額。期末調整分錄：
借方：呆帳(損失)、貸方：備抵呆帳─應收帳款。
2. 折舊在期末的調整分錄：
借方：折舊、貸方：累計折舊─不動產、廠房及設備(會計科目)。
3. 攤銷在期末的調整分錄：
借方：各項攤銷、貸方：累計攤銷─無形資產
4. 用品盤存在期末的調整分錄：
權責發生基礎(記實轉虛法)：借方：文具用品 (已耗用金額)、貸方：用品盤存 (已耗用金額)
聯合基礎(記虛轉實法)：借方：用品盤存 (未耗用金額)、貸方：文具用品 (未耗用金額)
5. 預收收益在期末的調整分錄：
權責發生基礎(記實轉虛法)：借方：預收收益 (已實現部份)、貸方：收益 (已實現部份)
聯合基礎(記虛轉實法)：借方：收益 (未實現部份)、貸方：預收收益 (未實現部份)

## 外部連結
- 資產負債表製作方式 （页面存档备份，存于）
- 職業學校─會計學：因應國際會計準則(IFRSs)差異對照表簡報